# Northwest Angle

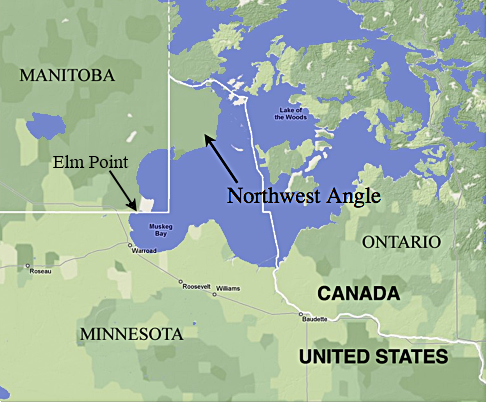
Northwest Angle in het noorden van Minnesota

Northwest Angle (Noordwesthoek) is een gebied in het uiterste noorden van de Amerikaanse staat Minnesota. Bestuurlijk gezien valt de exclave onder Lake of the Woods County. Het gebied van ca. 319 km² (excl. wateroppervlakte) grenst aan de Canadese provincie Manitoba en ligt geïsoleerd van de rest van Minnesota door het Lake of the Woods. Deze exclave is over land alleen bereikbaar via Canadees grondgebied en vormt het enige grondgebied van de Verenigde Staten met uitzondering van Alaska ten noorden van de 49ste breedtegraad. Bij de volkstelling van 2010 woonden er 119 mensen in het gebied. 70 % van het grondoppervlak van "the Angle" behoort tot het Red Lake Indianenreservaat. Angle Township (49,22° noorderbreedte) is het meest noordelijk gelegen plaatsje van de aaneengesloten Verenigde Staten.

## Geschiedenis
Dit geografisch bijzondere gebied is ontstaan tijdens de onderhandelingen over de Vrede van Parijs (1783). Hierbij zijn afspraken gemaakt over de grens tussen de Verenigde Staten en de Britse gebieden in Noord-Amerika (Canada bestond toen nog niet). De Britten accepteerden dat 'het meest noordwestelijke punt van het Lake of Woods' de grens zou vormen. Dit punt ligt noordelijker dan de 49ste breedtegraad, die ten westen van het Lake of Woods tot in de Stille Oceaan de grens vormt. Door dit noordwestelijke punt in 1818 loodrecht met de 49° meridiaan te verbinden ontstond de geografische uithoek Northwest Angle. Ten zuidwesten van Northwest Angle bevindt zich de veel kleinere exclave Elm Point, die eveneens aan Manitoba grenst.

## Toegankelijkheid
Vanuit Manitoba loopt er slechts een grindweg naar het gebied. De grenspost is onbemand, bezoekers moeten zich bij aankomst via een videoverbinding melden bij de Amerikaanse douane en bij vertrek bij de Canadese douane. Per boot (en 's winters over het ijs) kan Northwest Angle vanuit de Verenigde Staten worden bereikt zonder de Amerikaans-Canadese grens te passeren.